# Dinocephalus
Dinocephalus – rodzaj chrząszczy z rodziny kózkowatych i podrodziny zgrzypikowych. 

## Zasięg występowania
Przedstawiciele tego rodzaju występują we wsch. Afryce od RPA na płd. po Etiopię i Somalię na płn., a także w płd. części Półwyspu Arabskiego.

## Systematyka
Do Dinocephalus należy 5 gatunków:
- Dinocephalus alboguttatus
- Dinocephalus haafi
- Dinocephalus heissi
- Dinocephalus ocellatus
- Dinocephalus ornatus